# Marco Materazzi
Marco Materazzi (Lecce, 19 de agosto de 1973) es un exfutbolista y entrenador italiano. Ganador de la Copa Mundial de Fútbol de 2006 y portador de títulos como la Liga de Campeones de la UEFA y la Copa Mundial de Clubes de la FIFA.
Primeramente retirado en 2011, regresó a los terrenos de juego en el año 2014 para ejercer simultáneamente el rol de entrenador y jugador en el Chennaiyin FC de la Superliga de India, para dedicarse posteriormente a ser solo entrenador del mismo equipo entre 2015 y 2017.

## Trayectoria

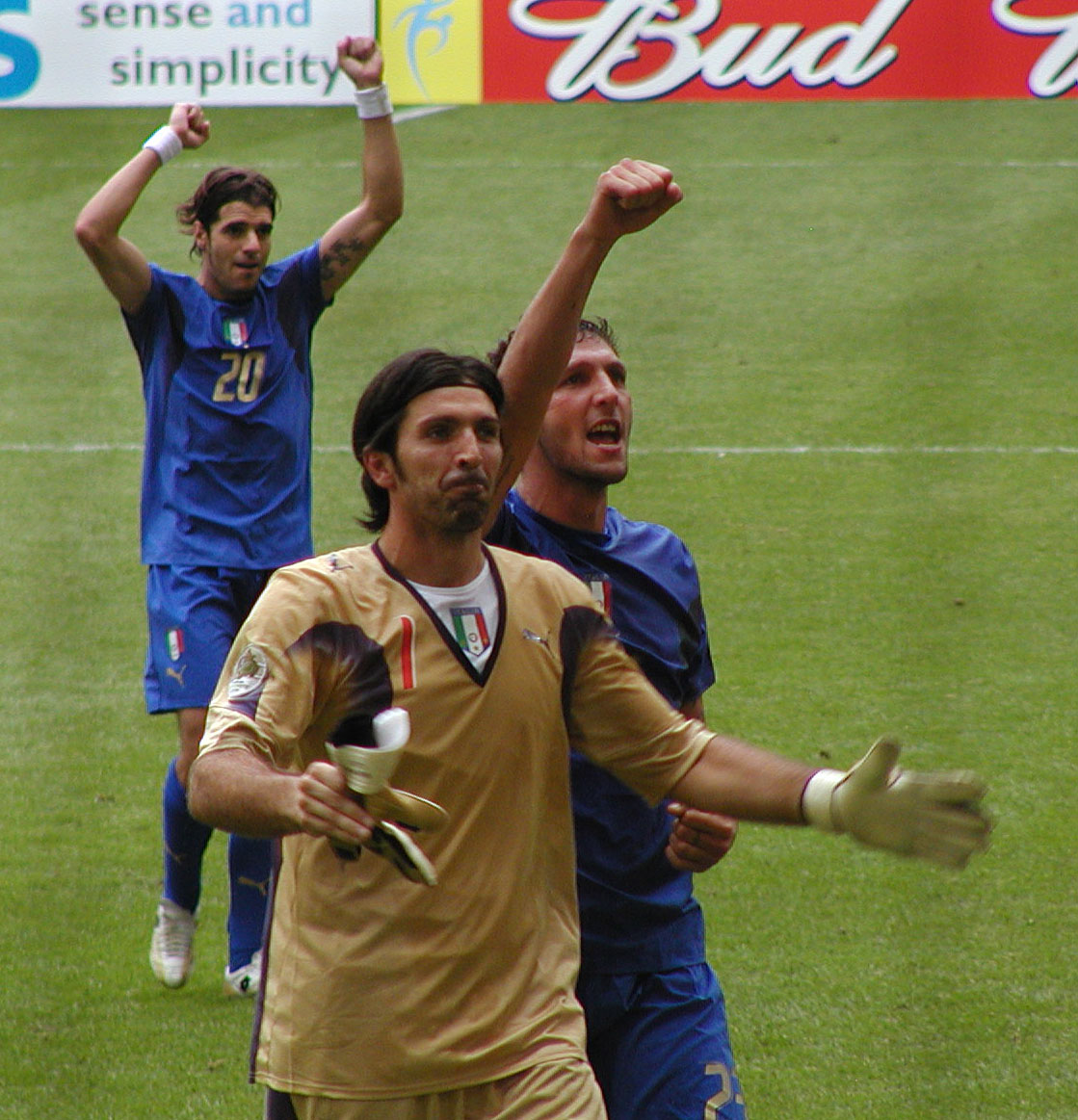
Materazzi festejando en el mundial 2006 junto a Buffon y Perrotta

Materazzi debutó en el fútbol profesional italiano en 1990, cuando fichó por el A.C.R Messina un equipo de la Serie B aunque solo disputaria un partido. 
Después pasaría por equipos de la Serie D y la Serie C hasta que en 1995 ficharía por A.C Perugia Calcio que en ese momento disputaba la Serie B. Durante su etapa en Perugia estuvo en dos ocasiones cedido, una en el Capri Calcio de la Serie C, y otra en el Everton de la Premier League.
En la temporada 2000-01 marcó 12 goles con el Perugia, lo que fue un récord para un defensa en Italia, y le sirvió para fichar en 2001 por el Inter de Milán, en una operación cercana a los 18 millones de dólares. En el Inter de Milán ganó una Liga de Campeones de la UEFA, dos Copas de Italia, dos Supercoppas, una Copa de Europa y cinco Scudettos, además de debutar con la selección italiana.

## Selección nacional
Ha sido internacional con la selección de fútbol de Italia en 41 ocasiones y ha marcado dos goles. Con la azzurra disputó la Copa Mundial de Fútbol de 2002 en Corea del Sur y Japón, la Eurocopa 2004 en Portugal y la Copa Mundial de 2006 de Alemania, donde consiguió el primer puesto, con un gol suyo de cabeza. En este mundial destacó la expulsión de Zinedine Zidane tras propinar un cabezazo en el pecho a Materazzi en la prórroga de la final. El defensa italiano reconoció más tarde que había insultado a Zidane, provocando la agresión del jugador francés al defensa italiano. El asistente del árbitro observó el cabezazo, advirtiendo al árbitro Horacio Elizondo, quien expulsó a Zidane. Curiosamente, el hecho fue aprovechado mercadológicamente, ya que una empresa registró la silueta de un hombre golpeando el pecho de otro con la cabeza para plasmarlo en diversos artículos. Además, Materazzi grabó un anuncio con Nike, en el cual recibe golpes en el pecho con diversos objetos (un camión, bola de bolos, jugador de fútbol americano), aludiendo al cabezazo de Zidane en la final de Alemania 2006.

### Participaciones en Copas del Mundo
| Copa              | Sede                | Resultado        | Partidos | Goles |
| ----------------- | ------------------- | ---------------- | -------- | ----- |
| Copa Mundial 2002 | Corea del Sur Japón | Octavos de final | 1        | 0     |
| Copa Mundial 2006 | Alemania            | Campeón          | 4        | 2     |

### Participaciones en Eurocopas
| Copa          | Sede            | Resultado        | Partidos | Goles |
| ------------- | --------------- | ---------------- | -------- | ----- |
| Eurocopa 2004 | Portugal        | Primera fase     | 1        | 0     |
| Eurocopa 2008 | Austria · Suiza | Cuartos de final | 1        | 0     |

## Estadísticas

### Como jugador
| Club | Temporada     | Div.          | Liga  | Liga  | Copas nacionales(1) | Copas nacionales(1) | Torneos internacionales(2) | Torneos internacionales(2) | Otros(3) | Otros(3) | Total | Total |
| Club | Temporada     | Div.          | Part. | Goles | Part.               | Goles               | Part.                      | Goles                      | Part.    | Goles    | Part. | Goles |
| --- | ------------- | ------------- | ----- | ----- | ------------------- | ------------------- | -------------------------- | -------------------------- | -------- | -------- | ----- | ----- |
| A. C. R. Messina · Italia | 1990-91       | 2.ª           | 1     | 0     | 0                   | 0                   | —                          | —                          | —        | —        | 1     | 0     |
| Tor di Quinto · Italia | 1991-92       | 4.ª           | 0     | 0     | 0                   | 0                   | —                          | —                          | —        | —        | 0     | 0     |
| Tor di Quinto · Italia | 1992-93       | 4.ª           | 12    | 0     | 0                   | 0                   | —                          | —                          | —        | —        | 12    | 0     |
| Tor di Quinto · Italia | Total         | Total         | 12    | 0     | 0                   | 0                   | —                          | —                          | —        | —        | 12    | 0     |
| S. S. D. Marsala Calcio · Italia | 1993-94       | 4.ª           | 25    | 4     | 0                   | 0                   | —                          | —                          | —        | —        | 25    | 4     |
| F. C. Trapani · Italia | 1994-95       | 3.ª           | 13    | 2     | 0                   | 0                   | —                          | —                          | —        | —        | 13    | 2     |
| A. C. Perugia Calcio · Italia | 1995-96       | 2.ª           | 1     | 0     | 0                   | 0                   | —                          | —                          | —        | —        | 1     | 0     |
| A. C. Perugia Calcio · Italia | 1996-97       | 1.ª           | 14    | 2     | 0                   | 0                   | —                          | —                          | —        | —        | 14    | 2     |
| A. C. Perugia Calcio · Italia | 1997-98       | 2.ª           | 33    | 5     | 2                   | 0                   | —                          | —                          | —        | —        | 35    | 5     |
| A. C. Perugia Calcio · Italia | Total         | Total         | 47    | 7     | 2                   | 0                   | —                          | —                          | —        | —        | 49    | 7     |
| A.C. Carpi · Italia | 1996-97       | 3.ª           | 18    | 7     | 0                   | 0                   | —                          | —                          | —        | —        | 18    | 7     |
| Everton F. C. Inglaterra | 1998-99       | 1.ª           | 27    | 1     | 6                   | 1                   | —                          | —                          | —        | —        | 33    | 2     |
| A. C. Perugia Calcio · Italia | 1999-00       | 1.ª           | 21    | 3     | 2                   | 0                   | 1                          | 0                          | —        | —        | 24    | 3     |
| A. C. Perugia Calcio · Italia | 2000-01       | 1.ª           | 30    | 12    | 2                   | 0                   | 1                          | 0                          | —        | —        | 33    | 12    |
| A. C. Perugia Calcio · Italia | Total         | Total         | 51    | 15    | 4                   | 0                   | 2                          | 0                          | —        | —        | 57    | 15    |
| Inter de Milán · Italia | 2001-02       | 1.ª           | 23    | 1     | 1                   | 0                   | 8                          | 1                          | —        | —        | 32    | 2     |
| Inter de Milán · Italia | 2002-03       | 1.ª           | 20    | 1     | 0                   | 0                   | 13                         | 0                          | —        | —        | 33    | 1     |
| Inter de Milán · Italia | 2003-04       | 1.ª           | 14    | 3     | 0                   | 0                   | 4                          | 0                          | —        | —        | 18    | 3     |
| Inter de Milán · Italia | 2004-05       | 1.ª           | 26    | 0     | 5                   | 0                   | 9                          | 0                          | —        | —        | 40    | 0     |
| Inter de Milán · Italia | 2005-06       | 1.ª           | 22    | 2     | 6                   | 0                   | 10                         | 0                          | 1        | 0        | 39    | 2     |
| Inter de Milán · Italia | 2006-07       | 1.ª           | 28    | 10    | 2                   | 0                   | 6                          | 0                          | 1        | 0        | 39    | 10    |
| Inter de Milán · Italia | 2007-08       | 1.ª           | 23    | 1     | 4                   | 0                   | 3                          | 0                          | 1        | 0        | 33    | 1     |
| Inter de Milán · Italia | 2008-09       | 1.ª           | 8     | 0     | 2                   | 0                   | 5                          | 1                          | 0        | 0        | 15    | 1     |
| Inter de Milán · Italia | 2009-10       | 1.ª           | 12    | 0     | 4                   | 0                   | 4                          | 0                          | 0        | 0        | 20    | 0     |
| Inter de Milán · Italia | 2010-11       | 1.ª           | 8     | 0     | 1                   | 0                   | 1                          | 0                          | 1        | 0        | 11    | 0     |
| Inter de Milán · Italia | Total         | Total         | 184   | 18    | 25                  | 0                   | 63                         | 2                          | 4        | 0        | 276   | 20    |
| Chennaiyin F. C. India | 2014          | 1.ª           | 7     | 0     | 0                   | 0                   | —                          | —                          | —        | —        | 7     | 0     |
| Total carrera | Total carrera | Total carrera | 385   | 55    | 37                  | 1                   | 65                         | 2                          | 4        | 0        | 491   | 58    |
| (1) Incluye datos de la FA Cup y Copa de la Liga. (2) Incluye datos de la Copa Intertoto, Copa de la UEFA y Liga de Campeones. (3) Incluye datos de la Supercopa de Italia. |               |               |       |       |                     |                     |                            |                            |          |          |       |       |

### Como entrenador
| Equipo                 | Año           | Estadísticas | Estadísticas | Estadísticas | Estadísticas | Estadísticas |
| Equipo                 | Año           | PD           | G            | E            | P            | G%           |
| ---------------------- | ------------- | ------------ | ------------ | ------------ | ------------ | ------------ |
| Chennaiyin F. C. India | 2014-2016     | 47           | 19           | 12           | 16           | 40.43        |
| Total carrera          | Total carrera | 47           | 19           | 12           | 16           | 40.43        |

## Palmarés

### Como jugador

#### Títulos nacionales
| Título              | Club           | País   | Año  |
| ------------------- | -------------- | ------ | ---- |
| Copa Italia         | Inter de Milán | Italia | 2005 |
| Supercopa de Italia | Inter de Milán | Italia | 2005 |
| Copa Italia         | Inter de Milán | Italia | 2006 |
| Serie A             | Inter de Milán | Italia | 2006 |
| Supercopa de Italia | Inter de Milán | Italia | 2006 |
| Serie A             | Inter de Milán | Italia | 2007 |
| Serie A             | Inter de Milán | Italia | 2008 |
| Supercopa de Italia | Inter de Milán | Italia | 2008 |
| Serie A             | Inter de Milán | Italia | 2009 |
| Copa Italia         | Inter de Milán | Italia | 2010 |
| Serie A             | Inter de Milán | Italia | 2010 |
| Supercopa de Italia | Inter de Milán | Italia | 2010 |
| Copa Italia         | Inter de Milán | Italia | 2011 |

#### Títulos internacionales
| Título                 | Club                | Sede     | Año  |
| ---------------------- | ------------------- | -------- | ---- |
| Copa Mundial de Fútbol | Selección de Italia | Alemania | 2006 |
| Liga de Campeones      | Inter de Milán      | Madrid   | 2010 |
| Copa Mundial de Clubes | Inter de Milán      | Abu Dabi | 2010 |

#### Distinciones individuales
| Distinción                                 | Año  |
| ------------------------------------------ | ---- |
| Defensor del Año en la Serie A             | 2007 |
| Equipo del Año de la European Sports Media | 2007 |
| Salón de la Fama del Inter de Milán        | 2021 |

#### Condecoraciones
| Distinción                                              | Año  |
| ------------------------------------------------------- | ---- |
| Collar de Oro al Mérito Deportivo.                      | 2006 |
| Oficial de la Orden al Mérito de la República Italiana. | 2006 |

### Como entrenador

#### Títulos nacionales
| Título             | Club             | País  | Año  |
| ------------------ | ---------------- | ----- | ---- |
| Superliga de India | Chennaiyin F. C. | India | 2015 |